# Allean Grant
Allean Grant (sinh ngày 10 tháng 2 năm 1983) là một cầu thủ bóng đá người Quần đảo Cayman thi đấu ở vị trí tiền đạo. Anh từng đại diện Quần đảo Cayman thi đấu cho đội tuyển quốc gia.